# Law Society of British Columbia c. Mangat
L'arrêt Law Society of British Columbia c. Mangat  est une décision importante de la Cour suprême du Canada concernant l'inopérabilité d'une loi provinciale qui entre en conflit avec une loi fédérale. 
Dans Mangat, une loi fédérale valide habilite les non-juristes d’être consultants en immigration. Une loi provinciale valide leur interdit la même chose. La Cour a découvert un conflit opérationnel entre la Legal Profession Act, une loi provinciale interdisant aux non-avocats de se présenter devant un juge, et la Loi sur l'immigration, une loi fédérale qui permettait aux non-avocats de se présenter devant le tribunal de l'immigration. Étant donné que les deux lois étaient en conflit, c'est la loi fédérale qui l'a emporté. 
Les deux lois sont applicables car la représentation des personnes a un double aspect : les provinces sont compétentes pour l’administration, le fédéral est compétent pour la naturalisation des aubains. La loi fédérale habilitante a priorité et rend la loi provinciale inopérante en vertu de la doctrine de la prépondérance. Lorsqu’une loi dit oui et l’autre dit non, on demande d’accomplir des actes incompatibles. 